# Fabrique urbaine
La fabrique urbaine désigne le processus social par lequel le tissu urbain se transforme. Elle prend en compte l’évolution morphologique, l’aspect temporel, son importance pour fixer des formes urbaines émergentes et le rôle des acteurs, en particulier les pouvoirs politiques et économiques dans la transformation du foncier. Dans ces approches, la fabrique urbaine désigne la manière avec laquelle le capital, son maniement et ses flux façonnent les paysages urbains et conditionnent les usages des espaces dans les villes.

## Contexte historique

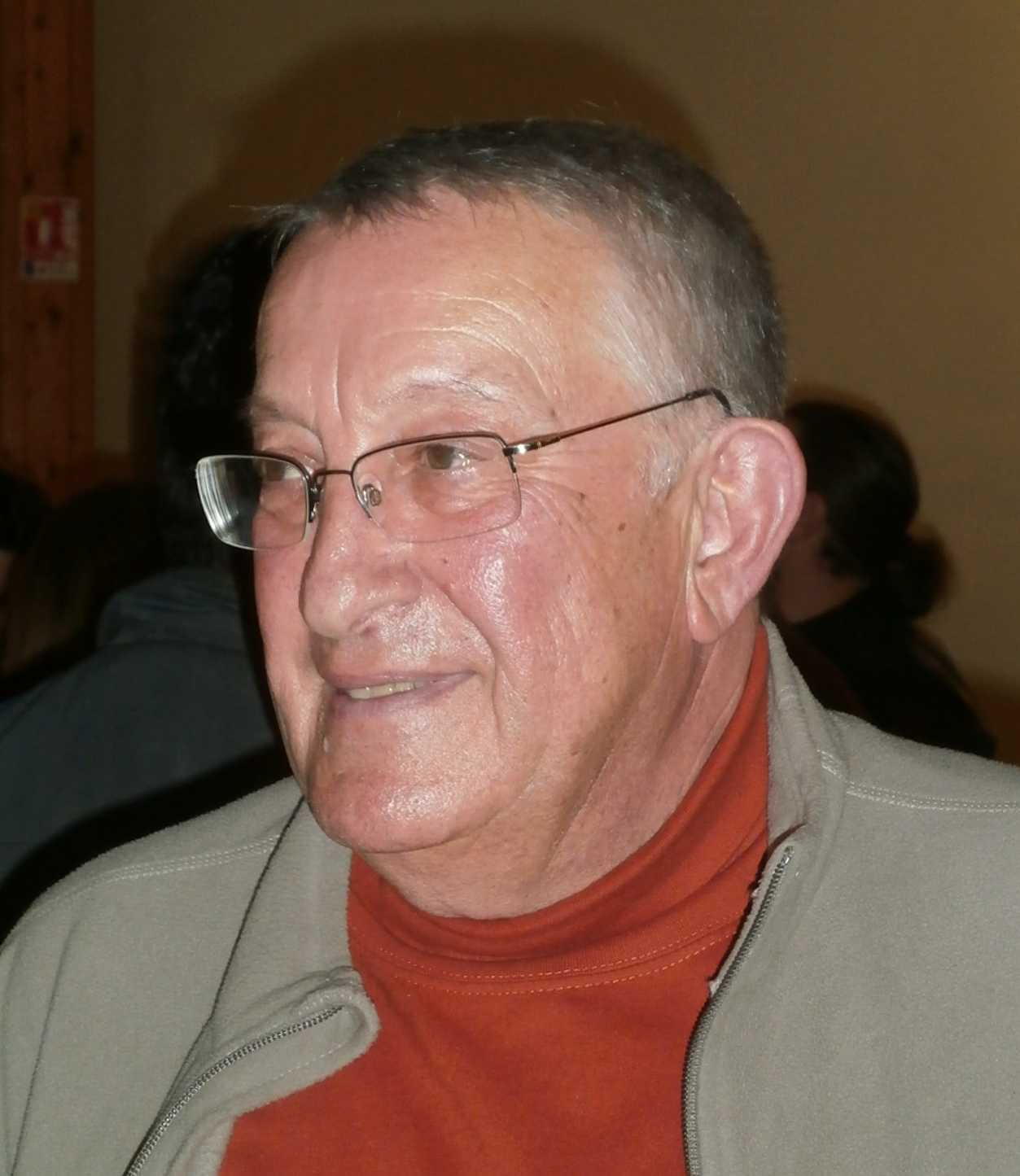
Henri Galinié en 2015.

Le terme fabrique urbaine émerge au moment de la révolution industrielle, au départ pour décrire seulement les caractéristiques physiques et l’organisation de la ville,. Elle trouve sa source dans les pratiques de l'archéologie urbaine. Au fil du temps, il désigne également l’aspect culturel et social de la ville et de sa structure. Le terme français vient d’une traduction de l’anglais urban fabric qui signifie aussi « tissu urbain »,.
Le terme est formalisé par Henri Galinié en 2000 lors de son étude sur la fabrique d'une ville, celle de Tours.

### Vision «active»
Le terme de fabrique urbaine est utilisé dans la recherche, mais selon des points de vue différents : elle peut être vue comme un processus actif, porté par les acteurs collectifs ayant un pouvoir modificateur sur l’espace. C'est un processus organisé et planifié qui vient structurer la ville. Jacques Lévy rejoint ce concept, définissant la fabrique urbaine comme un processus par lequel l’interaction entre société urbaine et ville, dans sa réalité matérielle, espaces et territoires, produit un urbain spécifique en perpétuelle transformation.

### Vision «passive»
Elle peut être aussi vue comme un processus passif, une résultante des pratiques spatiales, tant à l’échelle individuelle que collective. Tous, habitants, collectivités locales, aménageurs, opérateurs ou promoteurs, explorent, testent, préfigurent, ensemble ou de manière isolée. La chercheuse Hélène Noizet définit la fabrique urbaine comme l’interaction permanente de l’espace urbain et de ces multiples configurations sociales, historiquement situées, qui ont abouti à un tel paysage urbain. Il est « impensé », au sens où il ne résulte pas d’une démarche volontariste et consciente. Les acteurs expérimentent et, ce faisant, fabriquent de la ville tout en renouvelant les modes de sa fabrication.

## Enjeux

### Enjeux sociaux
La fabrique urbaine est écrite comme un processus. Celui-ci revêt trois dimensions : temporelle, spatiale et sociale. La dimension temporelle renvoie au fait que la construction du paysage d’une ville est un processus qui s’inscrit dans le temps long. La dimension sociale du projet renvoie à l’ensemble des acteurs impliqués dans le processus de transformation du tissu urbain et la dimension spatiale renvoie à « la matérialité des activités fabricantes ». La notion de fabrique urbaine renvoie d’après ce rapport globalement au processus de négociation entre différents acteurs privés et publics et de la société civile dont résulte la composition du tissu urbain.
En France par exemple, il peut être imposé un « coefficient de pleine terre » qui renvoie à une surface minimale de sol non artificialisé. Cependant pour certaines activités industrielles de grande ampleur cela peut représenter un frein ; cependant la collectivité trouve des intérêts dans l’installation de ces activités économiques proche des centres-villes comme l'usine Renault Trucks de Vénissieux. Ce type de processus de négociation conditionnant la composition du tissu urbain est décrit par le terme de fabrique urbaine.
Un autre exemple de processus de négociation au sein de la fabrique urbaine est celui de l'urbanisme transitoire. Dans un contexte de transformation urbaine rapide, en ce qu’il privilégie l'occupation temporaire de bâtiments vacants ou de friches pour créer des lieux de sociabilité et de solidarité, l’urbanisme transitoire peut être vu comme un moyen de réintroduire des valeurs sociales et écologiques au sein de la fabrique urbaine, notamment par la rénovation plutôt que la démolition, le réemploi des matériaux et des solutions low-tech adaptées au contexte local. Ces pratiques permettent de créer des espaces moins standardisés, plus vivants et moins consommateurs de ressources, tout en favorisant des liens sociaux au sein des communautés locales. En mettant l'accent sur une programmation « active » et une participation citoyenne, cet urbanisme incite à une réappropriation politique de l’espace urbain. Il permet aux citoyens de jouer un rôle central dans les projets urbains, en répondant directement aux besoins locaux et en expérimentant des solutions avant leur intégration à plus grande échelle. Pour que ces pratiques gagnent en pérennité, il est nécessaire de les intégrer davantage dans les politiques publiques et de former des professionnels de l’urbanisme à ces méthodes innovantes. L'urbanisme transitoire pourrait ainsi devenir un modèle pour repenser la fabrique urbaine à long terme, où l’écoute des citoyens et l’adaptation locale sont au cœur des processus de transformation.

### Enjeux politiques

#### Enjeux politiques en France
En France la construction en ville est réglementée et les acteurs publics ont un droit de regard sur la manière dont chaque parcelle est utilisée. Si ce fonctionnement confère la majorité du pouvoir aux hauts échelons de la fonction publique territoriale, les manières de procéder peuvent être amenées à évoluer. En France, le plan guide de la ville de Nantes est mis en avant par exemple par l'architecte et urbaniste français Alexandre Chemetoff. Il s'appuie sur la concertation préalable des acteurs économiques, des citoyens et de la société civile.

#### Enjeux politiques en Angleterre
En Angleterre, le droit de l’urbanisme peut, comme en France, varier en fonction des factions au pouvoir, cependant les acteurs publics interviennent moins et les acteurs privés ont une plus grande influence sur la composition du tissu urbain.

### Enjeux économiques
L’implantation et la préservation d’activités industrielles dans le tissu urbain répond également à un enjeu social lié à la diversité de l’emploi en permettant l’accès à des emplois de types différents. Ainsi la fabrique urbaine porte également les enjeux de diversification des activités économique notamment en évitant une spécialisation de bureau et d’immobilier dans les centres-villes qui seraient alors réservés aux catégories sociales supérieures.

### Enjeux environnementaux
L’exclusion des activités économiques des centres-villes conduit à l’expansion du tissu urbain ce qui a un impact écologique : « l’expansion du tissu urbain peu dense et des zones industrielles et commerciales contribuent à l’accroissement d'émissions de gaz à effet de serre et à la pollution atmosphérique. Le Plan Climat de 2004 souligne ainsi les effets d’un étalement urbain non maîtrisé lié aux déplacements domicile-travail. » Ce qui est également directement souligné par le ministère de la transition sociale et écologique : « L’étalement urbain a un impact direct sur l’environnement et la consommation énergétique, qui croît à mesure que la densité diminue. Il constitue aussi un facteur de dégradation de la qualité de l’air, d’augmentation des déplacements motorisés, de banalisation des paysages et de diminution de la biodiversité. »

## Critiques
La fabrique urbaine peut être vue comme une dépolitisation du terme « production » urbaine, qui trouve ses origines dans la littérature marxiste et qui retrouve maintenant un écho dans la littérature sociologique en France. L’analyse de la production urbaine l’identifie comme un enjeux de pouvoir puisque la transformation de l’espace urbain implique la mobilisation de « ressources légales, professionnelles, financières et politiques ; et elle a pour effet de modifier la propriété et les usages du sol, donc la distribution des richesses ».
Ainsi une première analyse de ce terme renvoie aux enjeux de pouvoirs par le prisme de la critique du capitalisme, en reliant les transformations urbaines aux conditions de productions et en le décrivant même comme facteur de production ou d’accumulation (construction d’édifice, spéculation immobilière). À la suite de cette analyse vient la mise en regard des politiques publiques avec les dynamiques économiques : « Cette position les conduit à problématiser la planification étatique comme outil de résolution des contradictions sociales et spatiales du capitalisme, lesquelles sont, au mieux gérées par l’appareil étatique, au pire exacerbées, et cela très souvent dans l’intérêt de la classe capitaliste. »